# PIP (gène)
Pour les articles homonymes, voir PIP.
Le gène PIP code la protéine prolactin-inducible protein, en français protéine inductible par la prolactine. Cette protéine est aussi connue sous les appellations : gross cystic disease fluid protein 15 (GCDFP 15, GCDFP-15), secretory actin-binding protein (SABP) et gp17.
Il est situé sur le locus q32-36 du chromosome 7. Il comprend 7000 bases et 4 exons dont les longueurs varient de 106 bp à 223 bp

## PIP et cancer du sein
La protéine PIP est utilisée depuis des années pour détecter le cancer du sein et suivre sa progression et sa métastase. Elle est généralement considérée comme un marqueur très sensible et spécifique de la différenciation apocrine mammaire (en)
L'expression de PIP a été détectée dans la plupart des biopsies de cancer du sein (en)(en), en corrélation avec le statut des récepteurs stéroides. D'ailleurs, les androgènes, les œstrogènes et les glucocorticoïdes sont capables de réguler l'expression de PIP (en).
L'expression de PIP peut considérablement varier d'une tumeur mammaire à l'autre, ainsi qu'également observé dans les lignées tumorales mammaires cultivées "in vitro". Une étude examinant l'expression d'ARN messager de PIP dans 11 de ces lignées a trouvé une expression élevée de PIP seulement dans l'une d'entre elles, nommée MDA-MB-453 (en), généralement considérée comme d'origine apocrine (en).
L'expression de PIP a été utilisée comme marqueur pour détecter des cellules tumorales mammaires disséminées dans les ganglions lymphatiques, le sang périphérique et la moëlle osseuse (en).